# Juan Elizalde
Juan M. Elizalde (Manilla, 3 februari 1902 - 29 augustus 1944) was een Filipijns zakenman en oorlogsheld.

## Biografie
Juan Elizalde werd geboren op 3 februari 1902 in de Filipijnse hoofdstad Manilla. Hij was een van de zes kinderen van Joaquin J. Elizalde en Carmen Diaz Moreau. Na zijn opleiding in Spanje was hij werkzaam als manager in het familiebedrijf van de Elizaldes. Juan Elizalde was onder meer vicepresident van Elizalde and Company inc., vicepresident van de Anakan Lumber Company en directeur van Central Azucarera de Sara – Ajuy, de Metropolitan Insurance Company en de National
Development Company. 
Tijdens de Japanse bezetting van de Filipijnen in de Tweede Wereldoorlog leidde Elizalde een ondergrondse verzetsgroep. De groep verzamelde inlichtingen voor generaal Douglas MacArthur over Japanse troepensterkten en -bewegingen. Nadat de Japanners een counterspionagegroep op de groep van Elizalde hadden gezet werden ze in februari 1944 gearresteerd en naar Fort Santiago overgebracht. Hoewel Elizalde volledige schuld en verantwoordelijkheid bekende om de rest van de groep te sparen werd hij samen met de rest van de groep op 29 augustus 1944 onthoofd. Hij was toen 42 jaar oud en getrouwd met de Amerikaanse Janice Meritt. 
Voor zijn optreden tijdens de oorlog ontving Elizalde de Distinguished Conduct Star, de op een na hoogste Filipijnse onderscheiding.